# مقاطعة ميورا (كاناغاوا)
ميورا (باليابانية: 三浦郡 ميورا-غون) هي مقاطعة يابانية تقع في محافظة كاناغاوا، اليابان. تبلغ مساحتها 17.06 كم مربع، وبلغ تعداد سكان المقاطعة في عام 2008 32,234 نسمة، وكثافة السكان 1890 نسمة لكل كم مربع.

## البلدات والقرى
- هاياما